# إمارة آل عائض
إمارة آل عائض هي إمارة نشأت سابقاً في جنوب المملكة العربية السعودية يد سعيد بن مسلط المغيدي بعد سقوط إمارة آل المتحمي، والذي يعود نسبه لأسرة آل يزيد. وقد استقر حكم الإمارة في أسرة آل عائض.

## قائمة الأمراء
عائض بن مرعي اليزيدي (من سنة 1249 هـ إلى سنة 1272 هـ).
أول حكام إمارة آل عائض والمؤسس الفعلي للإمارة. بعد وفاة علي بن مجثل أمير عسير خلفه عائض بن مرعي، أولى مواجهاته كانت مع ثورة علي بن حيدر أمير أبو عريش في تلك الفترة، لكنه لم يستطع دخول أبو عريش وإخماد الثورة، في عام 1250 هـ تواجه عائض بن مرعي مع شريف مكة التابع للعثمانيين محمد بن عبد الغني، في وادي عتود، ولكن الشريف محمد تمكن من دخول عسير ونشر جنوده فيها، وفي العام نفسه عقد محمد علي باشا والي مصر آنذاك مع حلفائه في أبوعريش واليمن اتفاقًا ينص على مهاجمة عسير من الجنوب والغرب، بالفعل دخلت جيوش الإمام الرسي وأبو عريش عسير، غير أنها ما لبثت أن خرجت منها بعد غارات القبائل التابعة لآل عائض على جيوشهم، بعد عام 1251 هـ قلّت الحملات العثمانية على عسير مما جعل عائض بن مرعي يمد نفوذه في عدة أماكن أخرى ، في عام 1252هـ ضم ابن مرعي منطقة درب بني شعبة وبيشة لإمارته، وفي العام التالي استطاع مد نفوذه حتى بلاد غامد وزهران شمالًا، الا أنَّ والي الحجاز أحمد باشا استطاع استرجاع المناطق الشمالية، في عام 1255هـ سيطر عائض بن مرعي على تهامة اليمن والمخا بالاتفاق مع أمير أبو عريش حسين بن علي بن حيدر، وفي سنة 1260 هـ وسع نفوذه شرقًا وشمالًا ووصل مدينة الطائف وأدخلها في حكمه، وعام 1264هـ اتجه جنوبًا نحو اليمن وغزا المناطق التي كانت تحت حكم أئمة اليمن ودخلت مدينة صنعاء في طاعته، استطاع عائض بن مرعي في السنوات التالية ضم العديد من المناطق تحت حكمه، وتصدى للحملات العثمانية القادمة لعسير وهزمها، توفي عائض بن مرعي سنة 1273هـ .

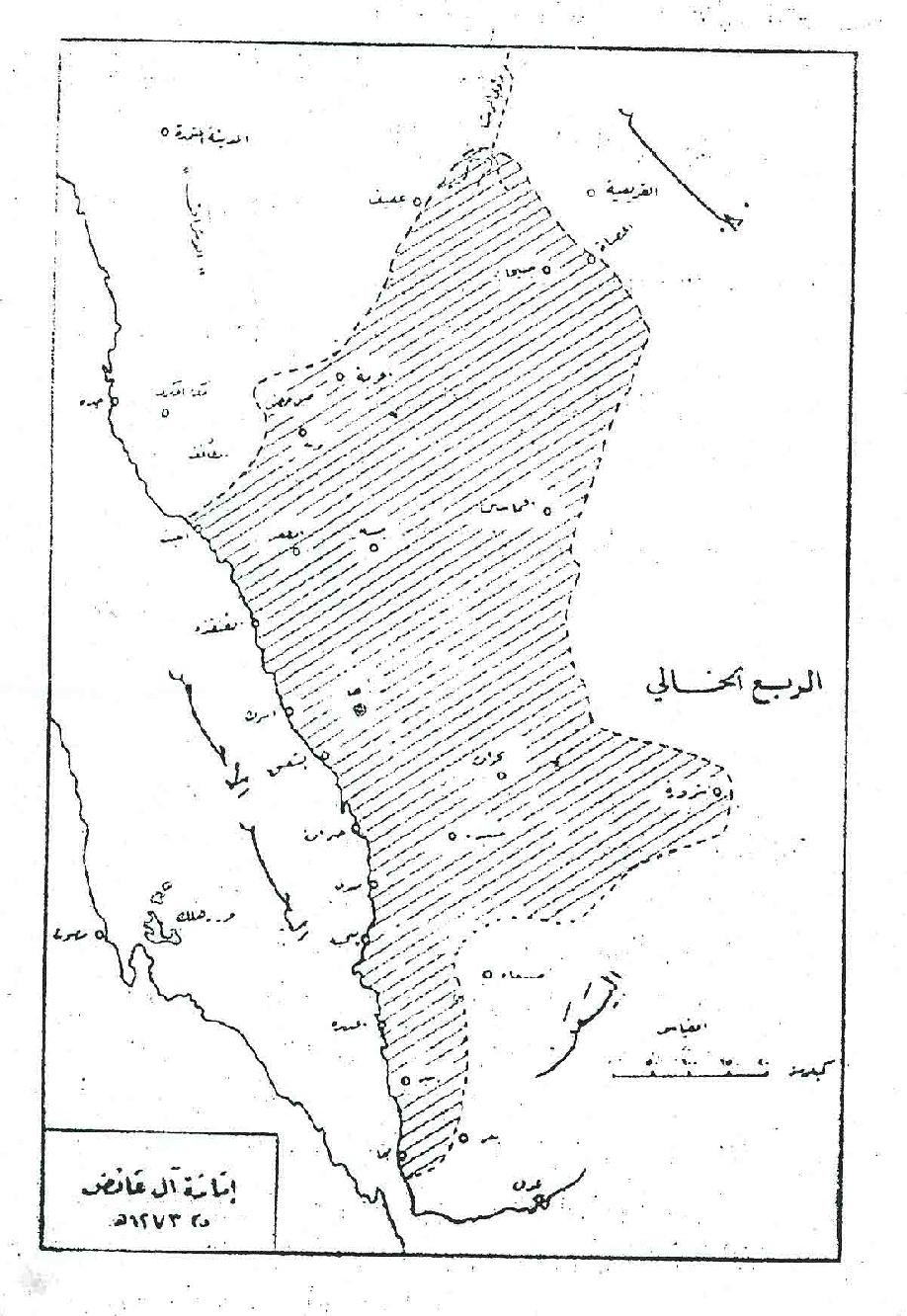
خارطة تبين حدود إمارة آل عائض

محمد بن عائض اليزيدي (من سنة 1273 هـ إلى سنة 1288 هـ).
تولّى محمد بن عائض الإمارة عام 1273 هـ وبعد وفائه عائض بن مرعي. خرج محمد بن حسن أمير أبو عريش عن طاعة آل عائض وأعلن العصيان فاتجه محمد بن عائض بن مرعي لأبو عريش وحاصر المدينة حتى هرب محمد بن حسن متجهًا إلى بلاد يام فدخل محمد بن عائض مدينة أبو عريش ونصب عليها أميرًا من أهلها، في العام التالي خرج محمد بن عائض على رأس جيشه إلى بيشة ثم إلى بالقرن ومنها إلى بلاد زهران لإصلاح شؤون تلك المناطق وعيّن عبد الله بن علي على رأس سرية ترابط في الجهة الشمالية للإمارة لمدة سنة، وفي عام 1276 هـ أرسل محمد بن عائض مندوبين إلى مكة المكرمة للتفاوض مع شريف مكة ، وفي عام 1280هـ غزا محمد بن عائض قبيلة الريث وما جاورها من القبائل في بلاد تهامه والقاطنين بوادي بيش لما حصل من تعدياتهم وانتصر عليهم، وفي العام الذي يليه استطاعت الحملة العثمانية أن تسيطر على جيزان والحديدة وهزمت قوات آل عائض في تلك المناطق، وفي سنة 1284 هـ خرجت قبائل رجال ألمع في ثورة ضد حكم آل عائض ثم التحقت بهم العديد من القبائل المجاورة لهم  ، وأرسل محمد بن عائض أخيه سعد بن عائض بحملة لتأديبهم وإرجاعهم في طاعته، واستطاع سعد بن عائض إرجاعهم لطاعة الأمير  بعد حصار قائدهم محمد بن النعمي لعدة أيام في قصره.
في أواخر العام 1286هـ قرر محمد بن عائض إخراج العثمانيين من المنطقة فجمع جيشه من جميع المناطق الخاضعة لحكمه، وفي الثالث عشر من رمضان من العام 1287 هـ استطاع محمد بن عائض دخول مدينة الحديدة بعد حصار لعدة أيام، ولكنه عاد منها إلى أبها بعد مفاوضات مع الحامية العثمانية، وفي نفس العام أرسلت الدولة العثمانية العديد من الحملات، انطلقت من صنعاء وجدة ومن جهة البحر الأحمر ، استطاع ابن عائض الصمود في وجه العثمانيين في ميناء القنفذة وميناء وجيزان، وكانت جيوش إمارة آل عائض في تباله بقيادة أحمد بن ضبعان الزيداني و سالم بن محمد الخثعمي، ومن جهة الشمال كان ابن عقالة مرابطًا بجيشة للتصدي للحملة العثمانية القادمة من الطائف، ورغم كل هذه الحملات العثمانية استطاع محمد بن عائض التصدي لها وهزمت الدولة العثمانية في أكثر من موقع، وفي سنة 1288هـ جهّز العثمانيون حملة كبيرة بقيادة محمد رديف باشا وأحمد مختار باشا ودخلت من جهة القنفذة . ، استطاعت هذه الحملة هزيمة الحاميات العسيرية التي قد تم تجهيزها من قبل للتصدي للعثمانيين، وصلت الحملة العثمانية إلى عقبة دالج ثم إلى الملحة ثم إلى وادي العيص ، وكانوا إذا نزلوا بمنطقة استقبلتهم الحاميات العسيرية إلا أن محمد رديف باشا استطاع هزيمتهم، استولى العثمانيين على السقا، وانسحب محمد بن عائض إلى بلدة الحفير، واستمر القتال بين الطرفين لمدة أسبوع كامل، وفي أثناء حصار القوات العثمانية لبلدة ريدة وبيت ابن عائض، وصل فرمان من السلطان العثماني آنذاك يعطي الأمان لمحمد بن عائض ، وتفاوض ابن عائض مع محمد رديف باشا لكن لم يكن هناك نتيجة، طلب رديف باشا أن يرسل محمد بن عائض بعض رجاله للمصالحة فوافق محمد بن عائض إلا أن رديف باشا قام بسجن مندوبي ابن عائض، وحاصر محمد رديف باشا ريدة لمدة شهرين، فقرر ابن عائض الاستسلام ووافق على ذلك محمد رديف باشا، وفي عام 1289 هـ بعد استيلاء رديف باشًا على معظم مناطق الإمارة سجن العديد من أعيانها وقرر إرسالهم لإسطنبول ، وقُتل محمد بن عائض رغم الأمان الذي أعطاه له السلطان العثماني .
ناصر بن عائض اليزيدي (من سنة 1289 هـ إلى سنة 1295 هـ).
تولّى الإمارة عام 1289هـ وفي نفس العام دخل أبها ثم انسحب منها، ودخلها العثمانيون سنة 1292 هـ.
عبد الرحمن بن عائض اليزيدي (من سنة 1297 هـ إلى سنة 1305 هـ).
تولّى الإمارة بعد ناصر بن عائض في عام 1297هـ، وبدء في مقاومة العثمانيين، وتجمع رجال القبائل حوله، حاصر أبها في سنة 1299هـ وكاد أن يدخلها ولم يستطع، وفي العام التالي جرا بينه وبين العثمانيين صلح وأصبح معاونًا لمتصرف عسير، واستمر ذلك حتى توفي عام 1305 هـ.
علي بن محمد بن عائض اليزيدي (من سنة 1305 هـ إلى سنة 1324 هـ).
تولّى الحكم بعد عمه عبد الرحمن بن عائض في 1305هـ، قاد ثورة على العثمانيين في عام 1318هـ وحاصر أبها لكنه هزم، وعاد فحاصرها عام 1322هـ لكنه هزم وأُصيب في المعركة، وفي فترة حكمة أقام الإدريسي حركته في جيزان، توفي مسموماً من العثمانيين في الحرملة 1324 هـ.
عبد الله بن محمد بن عائض اليزيدي (من سنة 1324 هـ إلى سنة 1329 هـ).
تولُى الحكم بعد أخيه في عام 1324هـ وكان قبلها معاونًا لمتصرف عسير، وفي عام 1328 هـ عاد الخلاف بين آل عائض والعثمانيين فحاصر عبد الله بن محمد أبها في نفس العام واستمر الحصار حتى شهر رجب من عام 1329 هـ وتم الصلح بين الطرفين .
حسن بن علي بن محمد بن عائض اليزيدي (من سنة 1329 هـ إلى سنة 1338 هـ).
آخر أمراء آل عائض، تولّى الحكم عام 1329هـ بعد وفاة الأمير عبد الله بن عائض. بعد انسحاب العثمانيين من المنطقة إثر هزيمتهم في الحرب العالمية الأولى، نظّم حسن بن علي شؤون البلاد، أمر حسن بن علي جنوده بقياده محمد بن عبد الرحمن بالاتجاه شمالًا للسودة ، بعد إعلان أهاليها الطاعة للإدريسي واستطاع تأديبهم .
استطاع حسن بن علي عقد عهود ومواثيق مع شريف مكة، ورسمت الحدود بين البلدين، وتحالف مع الإدريسي، إلا أنه وقعت بين الطرفين عدة مشاكل،
استعان الإدريسي بحليفه الأكبر إيطاليا، وبينما كان حسن بني علي يتجهز لغزو الإدريسي، دخلت القوات السعودية إلى بيشة بقيادة عبد العزيز بن مساعد، واستسلم ابن عائض واتجه إلى الرياض، والتقى بالملك عبد العزيز آل سعود الذي أكرمه، وعاد ابن علي إلى أبها، وبعد نحو عامين قام بثورة، فأرسل الملك عبد العزيز قوة بقيادة الأمير فيصل ( الملك لاحقًا ) ، استطاعت دخول أبها وإرجاعها تحت الحكم السعودي، وانتقل حسن بن علي إلى الرياض، وأقام فيها حتى وفاته.

## الامتداد إلى سواحل إفريقيا
في عهد بعض حكام إمارة آل عائض الأقوياء، ولا سيما خلال فترة حكم الأمير علي بن مجثل، ولاحقًا الأمير عايض بن مرعي، استطاعت الإمارة بسط نفوذها خارج حدود الجزيرة العربية، حيث سيطرت على عدد من المواقع الساحلية في القرن الإفريقي، التي كانت حينها خاضعة للنفوذ العثماني.
ومن أبرز المناطق التي خضعت لحكم الإمارة :
- جزر دهلك (الواقعة حاليًا ضمن دولة إريتريا 🇪🇷)
- مدينتا زيلع وبربرة (الواقعتان اليوم ضمن جمهورية الصومال 🇸🇴)

لم يستمر الحكم لها طويلاً حيث أستردت لاحقاً هذه المناطق من العثمانيين والبريطانيين .

## نهاية الإمارة
بعد انتصار القوات السعودية بقيادة الأمير فيصل بن عبد العزيز في معركة حجلا الثانية، دخلت منطقة أبها ( منطقة عسير حالياً ) تحت الحكم السعودي رسميًا في عام 1337 هـ (1919 م).  وبذلك انتهى حكم إمارة آل عائض في أبها، وتم ضم المنطقة إلى الدولة السعودية.